# Mareno di Piave
Mareno di Piave es un municipio italiano situado en la provincia de Treviso, en el Véneto. Tiene una población estimada, a fines de agosto de 2024, de 9364 habitantes.

## Evolución demográfica
| Gráfica de evolución demográfica de Mareno di Piave entre 1861 y 2024 |
|                                                                       |
| Fuente: ISTAT - Elaboración gráfica de Wikipedia                      |